# NBA Playoffs 1951
Gli NBA Playoffs 1951 si conclusero con la vittoria dei Rochester Royals (campioni della Western Division) che sconfissero i campioni della Eastern Division, i New York Knicks.

## Squadre qualificate

### Eastern Division
1. Philad. Warriors
2. Boston Celtics
3. N.Y. Knicks
4. Syracuse Nationals

### Western Division
1. Minneapolis Lakers
2. Rochester Royals
3. Ft. Wayne Pistons
4. Ind. Olympians

## Tabellone
|  | Semifinali Division | Semifinali Division  | Semifinali Division |                  |                      | Finali Division      | Finali Division | Finali Division |  |  | NBA Finals | NBA Finals | NBA Finals |  |
|  |                     |                      |                     |                  |                      |                      |                 |                 |  |  |            |            |            |  |
|  | 1                   | Minneapolis Lakers * | 2                   |                  |                      |                      |                 |                 |  |  |            |            |            |  |
|  | 1                   | Minneapolis Lakers * | 2                   |                  |                      |                      |                 |                 |  |  |            |            |            |  |
|  | 4                   | Ind. Olympians       | 1                   |                  |                      |                      |                 |                 |  |  |            |            |            |  |
|  | 4                   | Ind. Olympians       | 1                   |                  | Minneapolis Lakers * | Minneapolis Lakers * | 1               |                 |  |  |            |            |            |  |
|  |                     |                      |                     |                  | Minneapolis Lakers * | Minneapolis Lakers * | 1               |                 |  |  |            |            |            |  |
|  |                     |                      | Rochester Royals    | Rochester Royals | 3                    |                      |                 |                 |  |  |            |            |            |  |
|  | 3                   | Ft. Wayne Pistons    | Rochester Royals    | Rochester Royals | 3                    | 1                    |                 |                 |  |  |            |            |            |  |
|  | 3                   | Ft. Wayne Pistons    |                     |                  |                      |                      |                 |                 |  |  |            |            |            |  |
|  | 2                   | Rochester Royals     | 2                   |                  |                      |                      |                 |                 |  |  |            |            |            |  |
|  | 2                   | Rochester Royals     | 2                   |                  | Rochester Royals     | Rochester Royals     | 4               |                 |  |  |            |            |            |  |
|  |                     |                      |                     |                  |                      |                      |                 |                 |  |  |            |            |            |  |
|  |                     |                      | N.Y. Knicks         | N.Y. Knicks      | 3                    |                      |                 |                 |  |  |            |            |            |  |
|  | 1                   | Philad. Warriors *   | N.Y. Knicks         | N.Y. Knicks      | 3                    | 0                    |                 |                 |  |  |            |            |            |  |
|  | 1                   | Philad. Warriors *   |                     |                  |                      |                      |                 |                 |  |  |            |            |            |  |
|  | 4                   | Syracuse Nationals   | 2                   |                  |                      |                      |                 |                 |  |  |            |            |            |  |
|  | 4                   | Syracuse Nationals   | 2                   |                  | Syracuse Nationals   | Syracuse Nationals   | 2               |                 |  |  |            |            |            |  |
|  |                     |                      |                     |                  | Syracuse Nationals   | Syracuse Nationals   | 2               |                 |  |  |            |            |            |  |
|  |                     |                      | N.Y. Knicks         | N.Y. Knicks      | 3                    |                      |                 |                 |  |  |            |            |            |  |
|  | 3                   | N.Y. Knicks          | N.Y. Knicks         | N.Y. Knicks      | 3                    | 2                    |                 |                 |  |  |            |            |            |  |
|  | 3                   | N.Y. Knicks          |                     |                  |                      |                      |                 |                 |  |  |            |            |            |  |
|  | 2                   | Boston Celtics       | 0                   |                  |                      |                      |                 |                 |  |  |            |            |            |  |

Legenda
- * Vincitore Division
- "Grassetto" Vincitore serie
- "Corsivo" Squadra con fattore campo

## Eastern Division

### Semifinali

#### (1) Philadelphia Warriors - (4) Syracuse Nationals
RISULTATO FINALE: 0-2
| Filadelfia 20 marzo 1951 Gara 1                                                                       | Philad. Warriors | 89 – 91 (d.1t.s.) (27-19, 23-29, 18-19, 21-22) (0-2) referto | Syracuse Nationals | Philadelphia Arena |
| J. Fulks 30 Punti F. Scolari 23 G. Senesky 10 Assist x, A. Cervi 7 E. Mikan 16 Rimbalzi D. Schayes 13 |                  |                                                              |                    |                    |
| |                  |                                                              |                    |                    |
| J. Fulks 30                                                                                           | Punti            | F. Scolari 23                                                |                    |                    |
| G. Senesky 10                                                                                         | Assist           | x, A. Cervi 7                                                |                    |                    |
| E. Mikan 16                                                                                           | Rimbalzi         | D. Schayes 13                                                |                    |                    |

| Geddes 22 marzo 1951 Gara 2                                                                                                 | Syracuse Nationals | 90 – 78 (24-18, 20-11, 22-23, 24-26) referto | Philad. Warriors | State Fair Coliseum |
| D. Schayes 24 Punti . Fulks 22 P. Seymour , A. Hannum 5 Assist A. Phillip 9 D. Schayes 16 Rimbalzi P. Arizin , A. Phillip 8 |                    |                                              |                  |                     |
| |                    |                                              |                  |                     |
| D. Schayes 24 | Punti              | . Fulks 22                                   |                  |                     |
| P. Seymour, A. Hannum 5 | Assist             | A. Phillip 9                                 |                  |                     |
| D. Schayes 16 | Rimbalzi           | P. Arizin, A. Phillip 8                      |                  |                     |

PRECEDENTI IN REGULAR SEASON
| Regular Season 1950-51 | Philad. Warriors | 6 – 2 | Syracuse Nationals | Referto 1 - Referto 2 - Referto 3 - Referto 4, Referto 5 - Referto 6, Referto 7 - Referto 8 |
| Philadelphia Warriors 81 (1 t.s.) Philadelphia Warriors 91 Syracuse Nationals 86 Syracuse Nationals 78 Philadelphia Warriors 86 Syracuse Nationals 85 Syracuse Nationals 91 Philadelphia Warriors 100 Punti 78 Syracuse Nationals 88 Syracuse Nationals 96 Philadelphia Warriors 75 Philadelphia Warriors 72 Syracuse Nationals 79 Philadelphia Warriors 95 Philadelphia Warriors 86 Syracuse Nationals |                  | |                    |                                                                                             |
| |                  | |                    |                                                                                             |
| Philadelphia Warriors 81 (1 t.s.) Philadelphia Warriors 91 Syracuse Nationals 86 Syracuse Nationals 78 Philadelphia Warriors 86 Syracuse Nationals 85 Syracuse Nationals 91 Philadelphia Warriors 100 | Punti            | 78 Syracuse Nationals 88 Syracuse Nationals 96 Philadelphia Warriors 75 Philadelphia Warriors 72 Syracuse Nationals 79 Philadelphia Warriors 95 Philadelphia Warriors 86 Syracuse Nationals |                    |                                                                                             |

PRECEDENTI NEI PLAYOFF
|  | Philad. Warriors | 0 – 1 | Syracuse Nationals (1950) |  |

#### (2) Boston Celtics - (3) New York Knicks
RISULTATO FINALE: 0-2
| Boston 20 marzo 1951 Gara 1       | Boston Celtics | 69 – 83 (14-28, 17-9, 15-19, 23-27) referto | N.Y. Knicks | Boston Garden |
| E. Macauley 23 Punti V. Boryla 20 |                |                                             |             |               |
|                                   |                |                                             |             |               |
| E. Macauley 23                    | Punti          | V. Boryla 20                                |             |               |

| Arbitri: | Pat Kennedy Arnie Heft |

|                 |        |                |
| M. Zaslofsky 27 | Punti  | E. Macauley 21 |
| D. McGuire 9    | Assist | B. Cousy 6     |

PRECEDENTI IN REGULAR SEASON
| Regular Season 1950-51 | Boston Celtics | 4 – 4 | N.Y. Knicks | Referto 1 - Referto 2 - Referto 3 - Referto 4, Referto 5 - Referto 6, Referto 7 - Referto 8 |
| New York Knicks 83 (2 t.s.) Boston Celtics 93 Boston Celtics 80 New York Knicks 77 Boston Celtics 100 New York Knicks 76 (1 t.s.) Boston Celtics 87 Boston Celtics 78 Punti 89 Boston Celtics 90 New York Knicks 86 New York Knicks 60 Boston Celtics 90 New York Knicks 75 Boston Celtics 85 New York Knicks 84 New York Knicks |                | |             |                                                                                             |
| |                | |             |                                                                                             |
| New York Knicks 83 (2 t.s.) Boston Celtics 93 Boston Celtics 80 New York Knicks 77 Boston Celtics 100 New York Knicks 76 (1 t.s.) Boston Celtics 87 Boston Celtics 78 | Punti          | 89 Boston Celtics 90 New York Knicks 86 New York Knicks 60 Boston Celtics 90 New York Knicks 75 Boston Celtics 85 New York Knicks 84 New York Knicks |             |                                                                                             |

PRECEDENTI NEI PLAYOFF

Si è trattata della prima sfida tra le due squadre ai playoff.

### Finale

#### (3) New York Knicks - (4) Syracuse Nationals
RISULTATO FINALE: 3-2
| Arbitri: | Julie Meyer Charles Eckman |

|               |        |                 |
| V. Boryla 30  | Punti  | G. Ratkovicz 22 |
| D. McGuire 13 | Assist | A. Hannum 7     |

| Arbitri: | Julie Meyer Charles Eckman |

|               |        |                             |
| D. Schayes 21 | Punti  | R. Lumpp 16                 |
| A. Cervi 9    | Assist | D. McGuire, E. Vandeweghe 5 |

| Arbitri: | Julie Meyer Jocko Collins |

|                |       |               |
| H. Gallatin 18 | Punti | D. Schayes 17 |

| Geddes 1 aprile 1951 Gara 4                                        | Syracuse Nationals | 90 – 83 (25-12, 21-22, 19-26, 25-23) referto | N.Y. Knicks | State Fair Coliseum |
| D. Schayes 34 Punti M. Zaslofsky 20 A. Cervi 8 Assist D. McGuire 9 |                    |                                              |             |                     |
|                                                                    |                    |                                              |             |                     |
| D. Schayes 34                                                      | Punti              | M. Zaslofsky 20                              |             |                     |
| A. Cervi 8                                                         | Assist             | D. McGuire 9                                 |             |                     |

| Arbitri: | Julie Meyer Sid Borgia |

|                 |        |                                              |
| V. Boryla 23    | Punti  | D. Schayes 14                                |
| E. Vandeweghe 5 | Assist | A. Cervi, F. Scolari, B. Gabor, D. Schayes 3 |

PRECEDENTI IN REGULAR SEASON
| Regular Season 1950-51 | N.Y. Knicks | 5 – 5 | Syracuse Nationals | Referto 1 - Referto 2 - Referto 3 - Referto 4, Referto 5 - Referto 6, Referto 7 - Referto 8 - Referto 9 - Referto 10 |
| (1 t.s.) New York Knicks 74 Syracuse Nationals 96 New York Knicks 108 Syracuse Nationals 95 New York Knicks 85 Syracuse Nationals 90 Syracuse Nationals 96 New York Knicks 88 Syracuse Nationals 98 New York Knicks 97 Punti 72 Syracuse Nationals 83 New York Knicks 84 Syracuse Nationals 86 New York Knicks 87 Syracuse Nationals (1 t.s.) 93 New York Knicks 83 New York Knicks 75 Syracuse Nationals 93 New York Knicks 78 Syracuse Nationals |             | |                    | |
| |             | |                    | |
| (1 t.s.) New York Knicks 74 Syracuse Nationals 96 New York Knicks 108 Syracuse Nationals 95 New York Knicks 85 Syracuse Nationals 90 Syracuse Nationals 96 New York Knicks 88 Syracuse Nationals 98 New York Knicks 97 | Punti       | 72 Syracuse Nationals 83 New York Knicks 84 Syracuse Nationals 86 New York Knicks 87 Syracuse Nationals (1 t.s.) 93 New York Knicks 83 New York Knicks 75 Syracuse Nationals 93 New York Knicks 78 Syracuse Nationals |                    | |

PRECEDENTI NEI PLAYOFF
|  | N.Y. Knicks | 0 – 1 | Syracuse Nationals (1950) |  |

## Western Division

### Semifinali

#### (1) Minneapolis Lakers - (4) Indianapolis Olympians
RISULTATO FINALE: 2-1
| Minneapolis 21 marzo 1951 Gara 1         | Minneapolis Lakers | 95 – 81 (29-14, 20-19, 19-28, 27-20) referto | Ind. Olympians | Minneapolis Auditorium |
| G. Mikan 41 Punti R. Beard , A. Groza 19 |                    |                                              |                |                        |
|                                          |                    |                                              |                |                        |
| G. Mikan 41                              | Punti              | R. Beard, A. Groza 19                        |                |                        |

| Indianapolis 23 marzo 1951 Gara 2     | Ind. Olympians | 108 – 88 (28-7, 27-29, 30-29, 23-23) referto | Minneapolis Lakers | Butler Fieldhouse |
| A. Groza 40 Punti . Vern Mikkelsen 30 |                |                                              |                    |                   |
|                                       |                |                                              |                    |                   |
| A. Groza 40                           | Punti          | . Vern Mikkelsen 30                          |                    |                   |

| Minneapolis 25 marzo 1951 Gara 3 | Minneapolis Lakers | 85 – 80 (15-22, 18-19, 29-18, 23-21) referto | Ind. Olympians | Minneapolis Auditorium |
| G. Mikan 30 Punti A. Groza 38    |                    |                                              |                |                        |
|                                  |                    |                                              |                |                        |
| G. Mikan 30                      | Punti              | A. Groza 38                                  |                |                        |

PRECEDENTI IN REGULAR SEASON
| Regular Season 1950-51 | Minneapolis Lakers | 7 – 3 | Ind. Olympians | Referto 1 - Referto 2 - Referto 3 - Referto 4, Referto 5 - Referto 6, Referto 7 - Referto 8 - Referto 9 - Referto 10 |
| Indianapolis Olympians 66 Indianapolis Olympians 71 Minneapolis Lakers 79 (1 t.s.) Minneapolis Lakers 86 Indianapolis Olympians 82 Minneapolis Lakers 101 Indianapolis Olympians 84 Minneapolis Lakers 91 Indianapolis Olympians 71 Minneapolis Lakers 73 Punti 65 Minneapolis Lakers 82 Minneapolis Lakers 60 Indianapolis Olympians 84 Indianapolis Olympians 68 Minneapolis Lakers 75 Indianapolis Olympians 89 Minneapolis Lakers 78 Indianapolis Olympians 76 Minneapolis Lakers 75 Indianapolis Olympians |                    | |                | |
| |                    | |                | |
| Indianapolis Olympians 66 Indianapolis Olympians 71 Minneapolis Lakers 79 (1 t.s.) Minneapolis Lakers 86 Indianapolis Olympians 82 Minneapolis Lakers 101 Indianapolis Olympians 84 Minneapolis Lakers 91 Indianapolis Olympians 71 Minneapolis Lakers 73 | Punti              | 65 Minneapolis Lakers 82 Minneapolis Lakers 60 Indianapolis Olympians 84 Indianapolis Olympians 68 Minneapolis Lakers 75 Indianapolis Olympians 89 Minneapolis Lakers 78 Indianapolis Olympians 76 Minneapolis Lakers 75 Indianapolis Olympians |                | |

PRECEDENTI NEI PLAYOFF

Si è trattata della prima sfida tra le due squadre ai playoff.

#### (2) Rochester Royals - (3) Fort Wayne Pistons
RISULTATO FINALE: 2-1
| Rochester 20 marzo 1951 Gara 1                        | Rochester Royals | 110 – 81 (30-14, 27-29, 25-20, 28-18) referto | Ft. Wayne Pistons | Edgerton Park Arena |
| B. Davies 21 Punti D. Mehen 19 J. Coleman 20 Rimbalzi |                  |                                               |                   |                     |
|                                                       |                  |                                               |                   |                     |
| B. Davies 21                                          | Punti            | D. Mehen 19                                   |                   |                     |
| J. Coleman 20                                         | Rimbalzi         |                                               |                   |                     |

| Fort Wayne 22 marzo 1951 Gara 2                                 | Ft. Wayne Pistons | 83 – 78 (20-13, 24-23, 18-18, 21-24) referto | Rochester Royals | North Side High School Gym |
| F. Schaus 21 Punti B. Davies , A. Risen 16 L. Foust 16 Rimbalzi |                   |                                              |                  |                            |
|                                                                 |                   |                                              |                  |                            |
| F. Schaus 21                                                    | Punti             | B. Davies, A. Risen 16                       |                  |                            |
| L. Foust 16                                                     | Rimbalzi          |                                              |                  |                            |

| Rochester 24 marzo 1951 Gara 3                         | Rochester Royals | 97 – 78 (23-22, 23-19, 27-11, 24-26) referto | Ft. Wayne Pistons | Edgerton Park Arena |
| B. Wanzer 20 Punti F. Schaus 12 J. Coleman 17 Rimbalzi |                  |                                              |                   |                     |
|                                                        |                  |                                              |                   |                     |
| B. Wanzer 20                                           | Punti            | F. Schaus 12                                 |                   |                     |
| J. Coleman 17                                          | Rimbalzi         |                                              |                   |                     |

PRECEDENTI IN REGULAR SEASON
| Regular Season 1950-51 | Rochester Royals | 5 – 3 | Ft. Wayne Pistons | Referto 1 - Referto 2 - Referto 3 - Referto 4, Referto 5 - Referto 6, Referto 7 - Referto 8 |
| Rochester Royals 95 Fort Wayne Pistons 89 Fort Wayne Pistons 80 Rochester Royals 77 Fort Wayne Pistons 68 Rochester Royals 99 Fort Wayne Pistons 93 Rochester Royals 89 Punti 71 Fort Wayne Pistons 85 Rochester Royals 79 Rochester Royals 65 Fort Wayne Pistons 74 Rochester Royals 78 Fort Wayne Pistons 88 Rochester Royals 79 Fort Wayne Pistons |                  | |                   |                                                                                             |
| |                  | |                   |                                                                                             |
| Rochester Royals 95 Fort Wayne Pistons 89 Fort Wayne Pistons 80 Rochester Royals 77 Fort Wayne Pistons 68 Rochester Royals 99 Fort Wayne Pistons 93 Rochester Royals 89 | Punti            | 71 Fort Wayne Pistons 85 Rochester Royals 79 Rochester Royals 65 Fort Wayne Pistons 74 Rochester Royals 78 Fort Wayne Pistons 88 Rochester Royals 79 Fort Wayne Pistons |                   |                                                                                             |

PRECEDENTI NEI PLAYOFF
|  | Rochester Royals | 0 – 1 | Ft. Wayne Pistons (1950) |  |

### Finale

#### (1) Minneapolis Lakers - (2) Rochester Royals
RISULTATO FINALE: 1-3
| Minneapolis 29 marzo 1951 Gara 1  | Minneapolis Lakers | 76 – 73 (20-20, 18-18, 16-10, 22-25) referto | Rochester Royals | Minneapolis Auditorium |
| V. Mikkelsen 23 Punti A. Risen 24 |                    |                                              |                  |                        |
|                                   |                    |                                              |                  |                        |
| V. Mikkelsen 23                   | Punti              | A. Risen 24                                  |                  |                        |

| Minneapolis 31 marzo 1951 Gara 2  | Minneapolis Lakers | 66 – 70 (16-17, 14-20, 19-16, 17-17) referto | Rochester Royals | Minneapolis Auditorium |
| J. Pollard 20 Punti R. Holzman 23 |                    |                                              |                  |                        |
|                                   |                    |                                              |                  |                        |
| J. Pollard 20                     | Punti              | R. Holzman 23                                |                  |                        |

| Rochester 1 aprile 1951 Gara 3                                                      | Rochester Royals | 83 – 70 (31-22, 17-17, 20-20, 15-11) referto | Minneapolis Lakers | Edgerton Park Arena |
| A. Johnson , B. Wanzer 20 Punti G. Mikan 23 B. Wanzer 8 Assist A. Risen 16 Rimbalzi |                  |                                              |                    |                     |
|                                                                                     |                  |                                              |                    |                     |
| A. Johnson, B. Wanzer 20                                                            | Punti            | G. Mikan 23                                  |                    |                     |
| B. Wanzer 8                                                                         | Assist           |                                              |                    |                     |
| A. Risen 16                                                                         | Rimbalzi         |                                              |                    |                     |

| Rochester 3 aprile 1951 Gara 4                                        | Rochester Royals | 80 – 75 (25-26, 16-14, 18-16, 21-19) referto | Minneapolis Lakers | Edgerton Park Arena |
| A. Risen 26 Punti G. Mikan 32 B. Davies 9 Assist A. Risen 18 Rimbalzi |                  |                                              |                    |                     |
|                                                                       |                  |                                              |                    |                     |
| A. Risen 26                                                           | Punti            | G. Mikan 32                                  |                    |                     |
| B. Davies 9                                                           | Assist           |                                              |                    |                     |
| A. Risen 18                                                           | Rimbalzi         |                                              |                    |                     |

PRECEDENTI IN REGULAR SEASON
| Regular Season 1950-51 | Minneapolis Lakers | 4 – 4 | Rochester Royals | Referto 1 - Referto 2 - Referto 3 - Referto 4, Referto 5 - Referto 6, Referto 7 - Referto 8 |
| Rochester Royals 77 Minneapolis Lakers 90 Minneapolis Lakers 72 Rochester Royals 75 Minneapolis Lakers 69 Minneapolis Lakers 69 Rochester Royals 87 Rochester Royals 90 Punti 86 Minneapolis Lakers (2 t.s.) 77 Rochester Royals 82 Rochester Royals 67 Minneapolis Lakers 57 Rochester Royals 58 Rochester Royals 82 Minneapolis Lakers 79 Minneapolis Lakers |                    | |                  |                                                                                             |
| |                    | |                  |                                                                                             |
| Rochester Royals 77 Minneapolis Lakers 90 Minneapolis Lakers 72 Rochester Royals 75 Minneapolis Lakers 69 Minneapolis Lakers 69 Rochester Royals 87 Rochester Royals 90 | Punti              | 86 Minneapolis Lakers (2 t.s.) 77 Rochester Royals 82 Rochester Royals 67 Minneapolis Lakers 57 Rochester Royals 58 Rochester Royals 82 Minneapolis Lakers 79 Minneapolis Lakers |                  |                                                                                             |

PRECEDENTI NEI PLAYOFF
|  | Minneapolis Lakers (1949) | 1 – 0 | Rochester Royals |  |

## NBA Finals 1951

### Rochester Royals - New York Knicks
RISULTATO FINALE
|  | Rochester Royals | 4 – 3 | N.Y. Knicks |  |

PRECEDENTI IN REGULAR SEASON
| Regular Season 1950-51 | Rochester Royals | 3 – 3 | N.Y. Knicks | Referto 1 - Referto 2 - Referto 3 - Referto 4, Referto 5 - Referto 6 |
| New York Knicks 79 (1 t.s.) Rochester Royals 91 (1 t.s.) New York Knicks 88 (4 t.s.) Rochester Royals 102 New York Knicks 81 Rochester Royals 100 Punti 74 Rochester Royals 88 New York Knicks 83 Rochester Royals 92 New York Knicks 65 Rochester Royals 90 New York Knicks |                  | |             |                                                                      |
| |                  | |             |                                                                      |
| New York Knicks 79 (1 t.s.) Rochester Royals 91 (1 t.s.) New York Knicks 88 (4 t.s.) Rochester Royals 102 New York Knicks 81 Rochester Royals 100 | Punti            | 74 Rochester Royals 88 New York Knicks 83 Rochester Royals 92 New York Knicks 65 Rochester Royals 90 New York Knicks |             |                                                                      |

PRECEDENTI NEI PLAYOFF

Si è trattata della prima sfida tra le due squadre ai playoff.

#### Roster
| \| Pos. \| Num. \| Naz. \| Nome \| Altezza \| Peso \| Data nascita \| Provenienza \| \| ---- \| ---- \| ---- \| -------------- \| ------- \| ------ \| ------------ \| ----------------------------- \| \| G/AP \| 19 \| \| Calhoun, Bill \| 191 cm \| 82 kg \| 04-11-1927 \| City College of San Francisco \| \| A/C \| 10 \| \| Coleman, Jack \| 201 cm \| 88 kg \| 23-05-1924 \| Louisville \| \| G/AP \| 11 \| \| Davies, Bob \| 183 cm \| 79 kg \| 15-01-1920 \| Seton Hall \| \| G \| 16 \| \| Holzman, Red \| 178 cm \| 79 kg \| 10-08-1920 \| City College of New York \| \| A/C \| 12 \| \| Johnson, Arnie \| 196 cm \| 107 kg \| 16-05-1920 \| Bemidji State \| \| A/C \| 20 \| \| McNamee, Joe \| 198 cm \| 95 kg \| 24-09-1926 \| San Francisco \| \| A/C \| 18 \| \| Mikan, Ed \| 203 cm \| 104 kg \| 20-10-1925 \| DePaul \| \| A \| 7-15 \| \| Noel, Paul \| 193 cm \| 84 kg \| 17-08-1924 \| Kentucky \| \| A/C \| 14 \| \| Risen, Arnie \| 206 cm \| 91 kg \| 09-10-1924 \| Ohio State \| \| G/AP \| 3 \| \| Saul, Pep \| 188 cm \| 84 kg \| 16-02-1924 \| Seton Hall \| \| G \| 9 \| \| Wanzer, Bobby \| 183 cm \| 77 kg \| 04-06-1921 \| Seton Hall \| | Allenatore - Les Harrison Assistente/i - Eddie Malanowicz Legenda - (C) Capitano - (FA) Free agent - (S) Sospeso - (TW) Contratto Two-way - (GL) Assegnato a squadra G League affiliata - Infortunato Roster • Transazioni · Ultima transazione: 25 aprile 1951 |                        |                |         |        |              |                               |
| Pos. | Num. | Naz.                   | Nome           | Altezza | Peso   | Data nascita | Provenienza                   |
| G/AP | 19 | Stati Uniti (bandiera) | Calhoun, Bill  | 191 cm  | 82 kg  | 04-11-1927   | City College of San Francisco |
| A/C | 10 | Stati Uniti (bandiera) | Coleman, Jack  | 201 cm  | 88 kg  | 23-05-1924   | Louisville                    |
| G/AP | 11 | Stati Uniti (bandiera) | Davies, Bob    | 183 cm  | 79 kg  | 15-01-1920   | Seton Hall                    |
| G | 16 | Stati Uniti (bandiera) | Holzman, Red   | 178 cm  | 79 kg  | 10-08-1920   | City College of New York      |
| A/C | 12 | Stati Uniti (bandiera) | Johnson, Arnie | 196 cm  | 107 kg | 16-05-1920   | Bemidji State                 |
| A/C | 20 | Stati Uniti (bandiera) | McNamee, Joe   | 198 cm  | 95 kg  | 24-09-1926   | San Francisco                 |
| A/C | 18 | Stati Uniti (bandiera) | Mikan, Ed      | 203 cm  | 104 kg | 20-10-1925   | DePaul                        |
| A | 7-15 | Stati Uniti (bandiera) | Noel, Paul     | 193 cm  | 84 kg  | 17-08-1924   | Kentucky                      |
| A/C | 14 | Stati Uniti (bandiera) | Risen, Arnie   | 206 cm  | 91 kg  | 09-10-1924   | Ohio State                    |
| G/AP | 3 | Stati Uniti (bandiera) | Saul, Pep      | 188 cm  | 84 kg  | 16-02-1924   | Seton Hall                    |
| G | 9 | Stati Uniti (bandiera) | Wanzer, Bobby  | 183 cm  | 77 kg  | 04-06-1921   | Seton Hall                    |

| \| Pos. \| Num. \| Naz. \| Nome \| Altezza \| Peso \| Data nascita \| Provenienza \| \| ---- \| ---- \| ---- \| ----------------- \| ------- \| ------ \| ------------ \| -------------------- \| \| A \| 12 \| \| Boryla, Vince \| 196 cm \| 95 kg \| 11-03-1927 \| Denver \| \| A/C \| 19 \| \| Clifton, Nat \| 198 cm \| 100 kg \| 13-10-1922 \| Xavier-Louisiana \| \| C \| \| \| Ellefson, Ray \| 203 cm \| 104 kg \| 18-11-1922 \| Oklahoma A&M College \| \| A/C \| 11 \| \| Gallatin, Harry \| 198 cm \| 95 kg \| 26-04-1927 \| Truman State \| \| A \| 14 \| \| James, Gene \| 193 cm \| 82 kg \| 15-02-1925 \| Marshall \| \| A \| 17 \| \| Kaftan, George \| 191 cm \| 86 kg \| 22-02-1928 \| Holy Cross \| \| A \| 16-6 \| \| Lavelli, Tony \| 191 cm \| 84 kg \| 11-07-1926 \| Yale \| \| G \| 7 \| \| Lumpp, Ray \| 185 cm \| 81 kg \| 11-07-1923 \| New York \| \| G \| 15 \| \| McGuire, Dick \| 183 cm \| 82 kg \| 25-01-1926 \| St. John's \| \| G/AP \| 10 \| \| Ritter, Tex \| 188 cm \| 84 kg \| 26-02-1924 \| Eastern Kentucky \| \| A/C \| 18 \| \| Simmons, Connie \| 203 cm \| 101 kg \| 15-03-1925 \| Flushing High School \| \| G/AP \| 9 \| \| Vandeweghe, Ernie \| 191 cm \| 88 kg \| 12-09-1928 \| Colgate \| \| G/AP \| 5 \| \| Zaslofsky, Max \| 188 cm \| 77 kg \| 07-12-1925 \| St. John's \| | Allenatore - Joe Lapchick Assistente/i - Butch van Breda Kolff Legenda - (C) Capitano - (FA) Free agent - (S) Sospeso - (TW) Contratto Two-way - (GL) Assegnato a squadra G League affiliata - Infortunato Roster • Transazioni · Ultima transazione: 25 aprile 1951 |                        |                   |         |        |              |                      |
| Pos. | Num. | Naz.                   | Nome              | Altezza | Peso   | Data nascita | Provenienza          |
| A | 12 | Stati Uniti (bandiera) | Boryla, Vince     | 196 cm  | 95 kg  | 11-03-1927   | Denver               |
| A/C | 19 | Stati Uniti (bandiera) | Clifton, Nat      | 198 cm  | 100 kg | 13-10-1922   | Xavier-Louisiana     |
| C | | Stati Uniti (bandiera) | Ellefson, Ray     | 203 cm  | 104 kg | 18-11-1922   | Oklahoma A&M College |
| A/C | 11 | Stati Uniti (bandiera) | Gallatin, Harry   | 198 cm  | 95 kg  | 26-04-1927   | Truman State         |
| A | 14 | Stati Uniti (bandiera) | James, Gene       | 193 cm  | 82 kg  | 15-02-1925   | Marshall             |
| A | 17 | Stati Uniti (bandiera) | Kaftan, George    | 191 cm  | 86 kg  | 22-02-1928   | Holy Cross           |
| A | 16-6 | Stati Uniti (bandiera) | Lavelli, Tony     | 191 cm  | 84 kg  | 11-07-1926   | Yale                 |
| G | 7 | Stati Uniti (bandiera) | Lumpp, Ray        | 185 cm  | 81 kg  | 11-07-1923   | New York             |
| G | 15 | Stati Uniti (bandiera) | McGuire, Dick     | 183 cm  | 82 kg  | 25-01-1926   | St. John's           |
| G/AP | 10 | Stati Uniti (bandiera) | Ritter, Tex       | 188 cm  | 84 kg  | 26-02-1924   | Eastern Kentucky     |
| A/C | 18 | Stati Uniti (bandiera) | Simmons, Connie   | 203 cm  | 101 kg | 15-03-1925   | Flushing High School |
| G/AP | 9 | Canada (bandiera)      | Vandeweghe, Ernie | 191 cm  | 88 kg  | 12-09-1928   | Colgate              |
| G/AP | 5 | Stati Uniti (bandiera) | Zaslofsky, Max    | 188 cm  | 77 kg  | 07-12-1925   | St. John's           |

#### Risultati
| Arbitri: | Pat Kennedy Lou Eisenstein |

|                                                                                |            |                                                                                            |
| A. Risen 24                                                                    | Punti      | V. Boryla 13                                                                               |
| B. Wanzer 9                                                                    | Assist     | E. Vandeweghe 4                                                                            |
| A. Risen 15                                                                    | Rimbalzi   | N. Clifton, C. Simmons 10                                                                  |
| Calhoun, Coleman, Davies, Holzman, Johnson, McNamee, Noel, Risen, Saul, Wanzer | Formazioni | Boryla, Clifton, Gallatin, Kaftan, Lavelli, Lumpp, McGuire, Simmons, Vandeweghe, Zaslofsky |

| Arbitri: | Lou Eisenstein Stanley Stutz |

|                                                                          |            |                                                                                            |
| B. Davies 24                                                             | Punti      | M. Zaslofsky 28                                                                            |
| J. Coleman 8                                                             | Assist     | V. Boryla 7                                                                                |
| J. Coleman 28                                                            | Rimbalzi   | H. Gallatin 17                                                                             |
| Calhoun, Coleman, Davies, Holzman, Johnson, McNamee, Risen, Saul, Wanzer | Formazioni | Boryla, Clifton, Gallatin, Kaftan, Lavelli, Lumpp, McGuire, Simmons, Vandeweghe, Zaslofsky |

| Arbitri: | Pat Kennedy Lou Eisenstein |

|                                                                           |            |                                                                          |
| V. Boryla 20                                                              | Punti      | A. Risen 27                                                              |
| D. McGuire 7                                                              | Assist     | B. Davies 8                                                              |
| N. Clifton 11                                                             | Rimbalzi   | A. Risen 18                                                              |
| Boryla, Clifton, Gallatin, Lumpp, McGuire, Simmons, Vandeweghe, Zaslofsky | Formazioni | Calhoun, Coleman, Davies, Holzman, Johnson, McNamee, Noel, Risen, Wanzer |

| Arbitri: | Pat Kennedy Lou Eisenstein |

|                                                                         |            |                                                                 |
| H. Gallatin 22                                                          | Punti      | A. Risen 26                                                     |
| N. Clifton, M. Zaslofsky 6                                              | Assist     | J. Coleman 9                                                    |
| N. Clifton 17                                                           | Rimbalzi   | A. Risen 9                                                      |
| Boryla, Clifton, Gallatin, Lavelli, Lumpp, McGuire, Simmons, Vandeweghe | Formazioni | Coleman, Davies, Holzman, Johnson, McNamee, Noel, Risen, Wanzer |

| Arbitri: | Stanley Stutz Lou Eisenstein |

|                                                                    |            |                                                                    |
| B. Wanzer 21                                                       | Punti      | C. Simmons 26                                                      |
| B. Davies 10                                                       | Assist     | N. Clifton 7                                                       |
| A. Risen 14                                                        | Rimbalzi   | N. Clifton 10                                                      |
| Calhoun, Coleman, Davies, Holzman, Johnson, McNamee, Risen, Wanzer | Formazioni | Boryla, Clifton, Gallatin, McGuire, Simmons, Vandeweghe, Zaslofsky |

| Arbitri: | Lou Eisenstein Stanley Stutz |

|                                                                            |            |                                                                                |
| M. Zaslofsky 23                                                            | Punti      | A. Johnson 27                                                                  |
| D. McGuire 6                                                               | Assist     | J. Coleman 8                                                                   |
| E. Vandeweghe 8                                                            | Rimbalzi   | A. Johnson 15                                                                  |
| Boryla, Clifton, Gallatin, Kaftan, McGuire, Simmons, Vandeweghe, Zaslofsky | Formazioni | Calhoun, Coleman, Davies, Holzman, Johnson, McNamee, Noel, Risen, Saul, Wanzer |

| Arbitri: | Lou Eisenstein Stanley Stutz |

|                                                                          |            |                                                                           |
| A. Risen 24                                                              | Punti      | V. Boryla, M. Zaslofsky 16                                                |
| J. Coleman 9                                                             | Assist     | E. Vandeweghe 5                                                           |
| A. Risen 13                                                              | Rimbalzi   | H. Gallatin 10                                                            |
| Calhoun, Coleman, Davies, Holzman, Johnson, McNamee, Risen, Saul, Wanzer | Formazioni | Boryla, Clifton, Gallatin, Lumpp, McGuire, Simmons, Vandeweghe, Zaslofsky |

| Campione NBA 1951          |
| -------------------------- |
| Rochester Royals 1º titolo |

#### Hall of famer
| NBA Finals | Atleta         | Squadra          | Anno |              |
| ---------- | -------------- | ---------------- | ---- | ------------ |
| Giocatore  | Bob Davies     | Rochester Royals | 1970 | Giocatore    |
| Giocatore  | Red Holzman    | Rochester Royals | 1986 | Allenatore   |
| Giocatore  | Bobby Wanzer   | Rochester Royals | 1987 | Giocatore    |
| Giocatore  | Arnie Risen    | Rochester Royals | 1998 | Giocatore    |
| Allenatore | Les Harrison   | Rochester Royals | 1980 | Contributore |
| Giocatore  | Harry Gallatin | N.Y. Knicks      | 1991 | Giocatore    |
| Giocatore  | Al McGuire     | N.Y. Knicks      | 1992 | Allenatore   |
| Giocatore  | Dick McGuire   | N.Y. Knicks      | 1993 | Giocatore    |
| Giocatore  | Nat Clifton    | N.Y. Knicks      | 2014 | Giocatore    |
| Allenatore | Joe Lapchick   | N.Y. Knicks      | 1966 | Giocatore    |

## Squadra vincitrice
| N° | Naz.                   | Ruolo | Sportivo      |  | Alt. |  |
| -- | ---------------------- | ----- | ------------- |  | ---- |  |
| 3  | Stati Uniti (bandiera) | G     | Frank Saul    |  | 188  |  |
| 9  | Stati Uniti (bandiera) | G     | Bobby Wanzer  |  | 183  |  |
| 10 | Stati Uniti (bandiera) | AG    | Jack Coleman  |  | 201  |  |
| 11 | Stati Uniti (bandiera) | P     | Bob Davies    |  | 185  |  |
| 12 | Stati Uniti (bandiera) | AG    | Arnie Johnson |  | 196  |  |
| 14 | Stati Uniti (bandiera) | C     | Arnie Risen   |  | 206  |  |
| 15 | Stati Uniti (bandiera) | AP    | Paul Noel     |  | 193  |  |
| 16 | Stati Uniti (bandiera) | P     | Red Holzman   |  | 178  |  |
| 19 | Stati Uniti (bandiera) | AP    | Bill Calhoun  |  | 191  |  |
| 20 | Stati Uniti (bandiera) | AG    | Joe McNamee   |  | 200  |  |
|    | Stati Uniti (bandiera) | All.  | Les Harrison  |  |      |  |

## Statistiche
Aggiornate al 27 dicembre 2021.
| Categoria | Giocatore     | Squadra            | Media | PG |
| --------- | ------------- | ------------------ | ----- | -- |
| Punti     | George Mikan  | Minneapolis Lakers | 24,0  | 7  |
| Rimbalzi  | Dolph Schayes | Syracuse Nationals | 14,6  | 7  |
| Assist    | Dick McGuire  | N.Y. Knicks        | 5,6   | 14 |